# Área de Conservação da Paisagem do Vale do Rio Ahja
A Área de Conservação da Paisagem do Vale do Rio Ahja é um parque natural situado no condado de Põlva, na Estónia.
A sua área é de 11150 hectares.
A área protegida foi designada em 1957 para proteger o curso central do rio Ahja e os seus arredores. Em 2014, a unidade de conservação foi reformulada como área de preservação paisagística.